# Claus Wolf (Denkmalpfleger)
Claus Wolf (* 1. Februar 1959 in Sigmaringen) ist ein deutscher Prähistorischer Archäologe und Leiter des Landesamtes für Denkmalpflege Baden-Württemberg im Regierungspräsidium Stuttgart.

## Leben
Wolf wuchs in Sigmaringen auf, besuchte das alte Gymnasium, machte später am Hohenzollern-Gymnasium sein Abitur und lebte dort bis zu seiner Bundeswehrzeit. Er studierte von 1980 bis 1991 an der Universität Freiburg im Breisgau Ur- und Frühgeschichte, Klassische Archäologie, Alte Geschichte, Ägyptologie und Geographie und promovierte dort 1991 in Ur- und Frühgeschichtlicher Archäologie. Nach der Promotion wurde er 1995 Leiter des Bereiches „Lineare Großgrabungen“ im Schweizer Kanton Waadt und wechselte 2001 als Kantonsarchäologe nach Fribourg und leitete als solcher das dortige Amt für Archäologie des Kantons Freiburg, wo er unter anderem im Vorstand der Konferenz der Schweizerischen Kantonsarchäologen und im Stiftungsrat zur Förderung der Denkmalpflege in der Schweiz tätig war. 2004 übernahm er auch die Leitung des Musée Romain de Vallon. Besondere Verdienste hat er sich dabei um eine erfolgreiche grenzüberschreitende Zusammenarbeit mit deutschen Archäologen am Alpenrand erworben. Von 2006 bis 2011 lehrte er an der Schweizer Universität Freiburg Archäologie und ist dort seit Februar 2010 Titularprofessor. 2011 wurde er von der Albert-Ludwigs-Universität Freiburg zum Honorarprofessor bestellt.
Am 1. Juli 2010 wurde Wolf Leiter des Landesamtes für Denkmalpflege Baden-Württemberg im Regierungspräsidium Stuttgart in Esslingen. Er ist als Abteilungspräsident Nachfolger von Dieter Planck, der im September 2009 aus dem Amt schied. In dieser Funktion übernahm Wolf 2010 ebenfalls den Vorsitz der Jury des Archäologie-Preises Baden-Württemberg und wurde in den Vorstand der Denkmalstiftung Baden-Württemberg berufen. Im Jahr 2014 wurde er zum Vorsitzenden der Gesellschaft für Archäologie in Baden-Württemberg e.V. gewählt. Seither gehört er satzungsgemäß auch dem Vorstand der Förderstiftung Archäologie in Baden-Württemberg an, dessen Vorsitz er im Dezember 2022 übernahm. Im Juli 2017 übernahm er ebenfalls den Vorsitz des West- und Süddeutschen Verbandes für Altertumsforschung. Wolf ist Mitglied der Deutschen Limeskommission. Seit 2012 ist er Vorstandsmitglied für Europa-Angelegenheiten im Verband der Landesarchäologien in der Bundesrepublik Deutschland und übernahm dort seit 2021 die Funktion des Geschäftsführers. Mit Wirkung vom 1. Juli 2019 übernahm Claus Wolf zusätzlich als Direktor die Leitung des Archäologischen Landesmuseums Baden-Württemberg.
Wolf hat drei Kinder, er wohnt mit seiner Familie in Stuttgart.

## Veröffentlichungen (Auswahl)
- Die Seeufersiedlung Yverdon, Avenue des Sports (Kanton Waadt), Lausanne. Cahiers d’Archéologie Romande 1993 (= Dissertation)
- (Herausgeber): Archäologie und Autobahn A 1. 25 Jahre Ausgrabungen im Murtenbiet, Freiburg, Amt für Archäologie des Kantons Freiburg 2008